# كأس إفريقيا للرجبي 2016
كأس أفريقيا للرجبي 2016 هو الموسم 16 من  كأس أفريقيا للرجبي. أقيم خلال الفترة 2 يوليو 2016 وحتى 6 أغسطس 2016، وشارك فيه  4 فريقاً، وفاز فيه منتخب ناميبيا الوطني لاتحاد الرغبي.